# Uppsala högre elementarläroverk för flickor

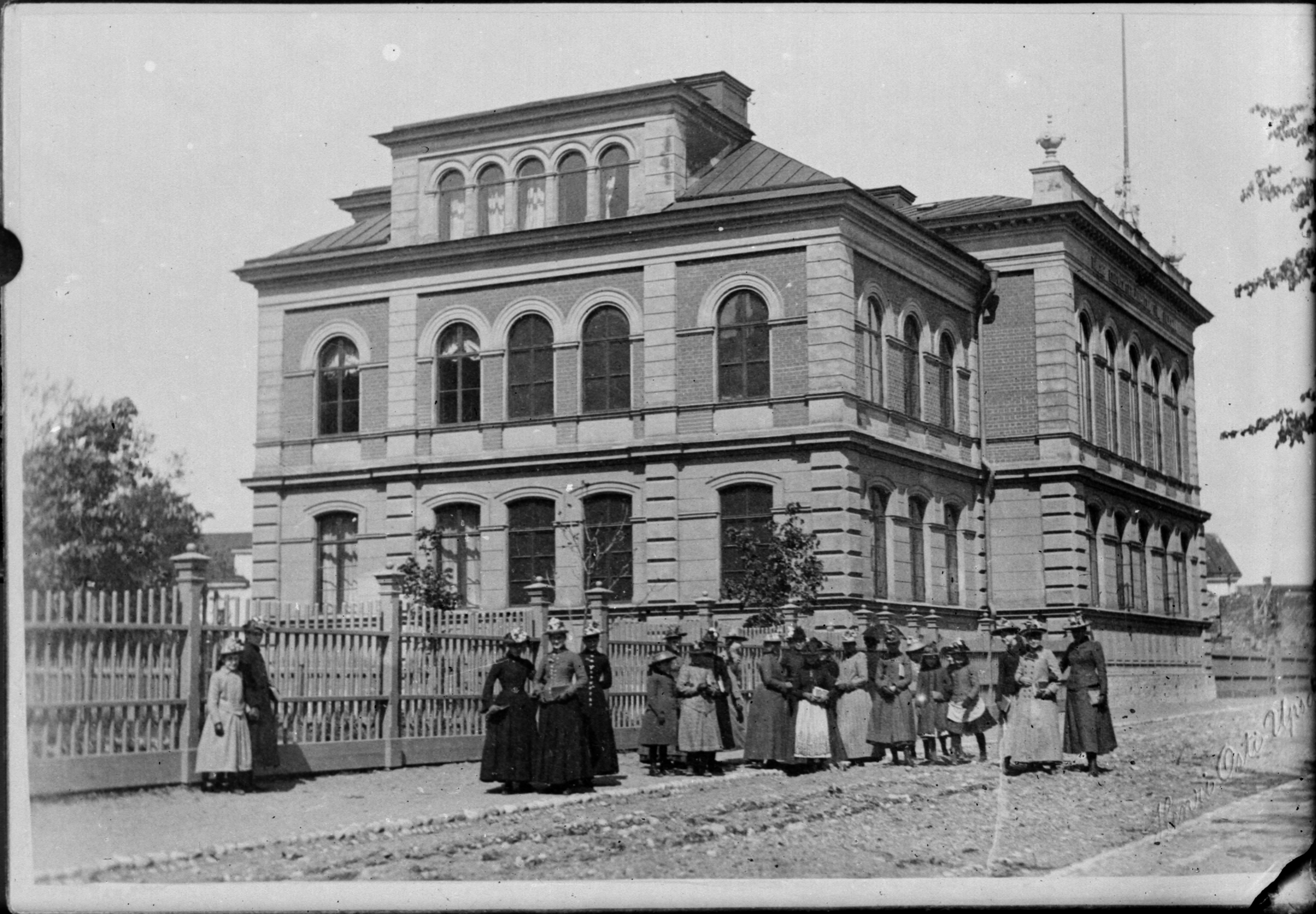
Uppsala högre elementarläroverk för flickor, ofta kallad Magdeburg, vid Västra Strandgatan.

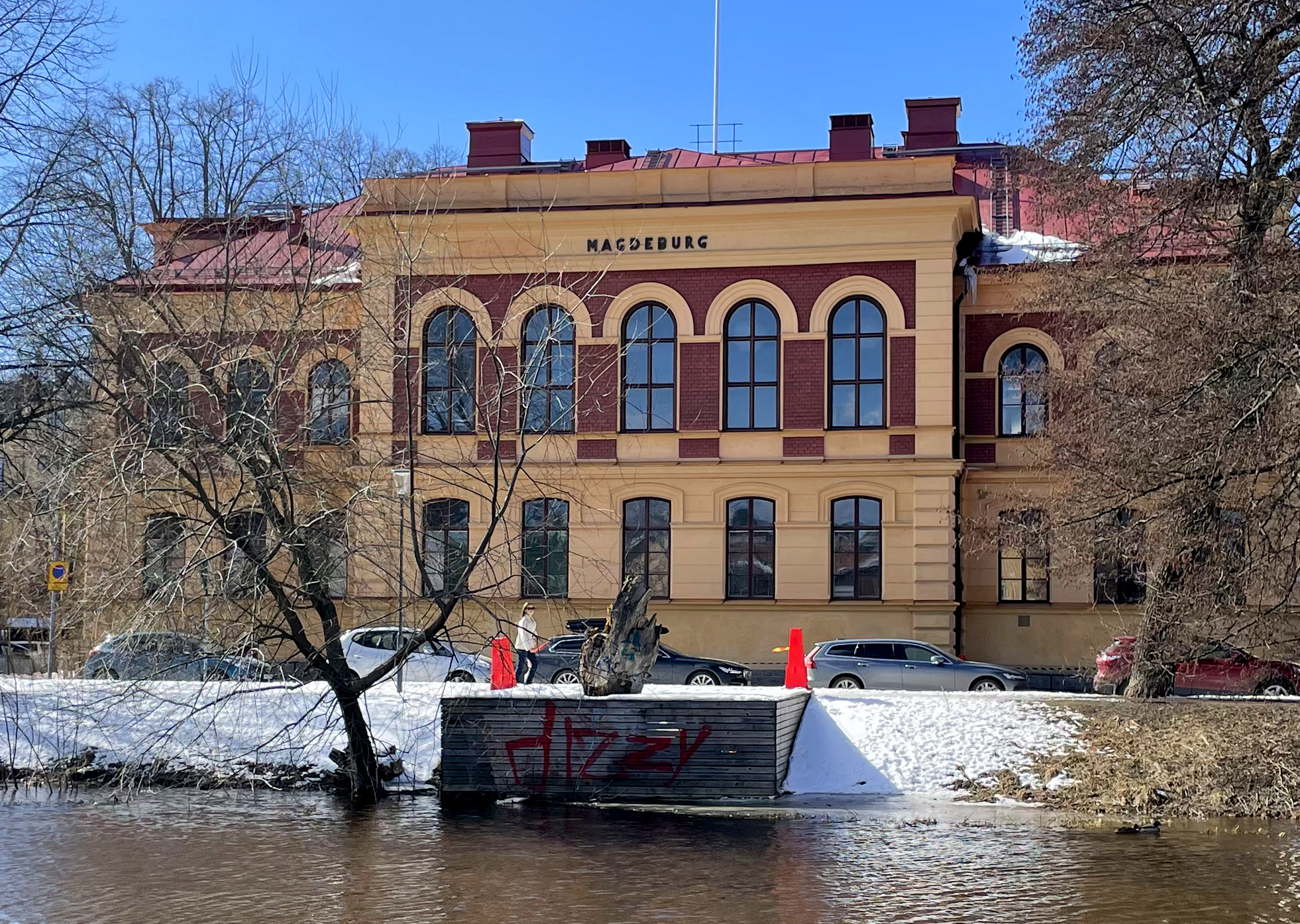
Skolbyggnaden vid Västra Strandgatan år 2023.

Uppsala högre elementarläroverk för flickor eller Högre Allmänna läroverket för flickor, ursprungligen kallad Henschenska flickskolan, var en flickskola i Uppsala, verksam mellan 1865 och 1968. Skolan kallades i dagligt tal allmänt för Magdeburg.

## Historia
Skolan grundades 1865 av Maria Henschen, en av Cecilia Fryxells elever, två år efter att Klosterskolan (Uppsala) lades ned. Den hette först Henschenska flickskolan efter sin grundare. 
Skolan låg först i Henschenska gården på Kyrkogårdsgatan, därefter på Nedre Slottsgatan, sedan på Trädgårdsgatan 10, och på Trädgårdsgatan 7. Den anges vara den första elementarflickskolan i Sverige med åtta klasser, och blev innovativ även genom att undervisa i ämnena kemi, fysik och naturvetenskap. Att erbjuda flickor undervisning i naturvetenskap mötte motstånd och förbjuds under en tid av en av skolans inspektorer. 
Skolan flyttade år 1870, och fick då namnet Högre Allmänna läroverket för flickor eller Uppsala högre elementarläroverk för flickor. Initiativtagarna var Claes Hultkrantz, Per Adolf Geijer och Hugo Hildebrandsson, medan Maria Henschen finansierade skolan och var dess föreståndare. Bland dess lärare fanns Carl David af Wirsén, Pontus Wikner, Knut Henning Gezelius von Schéele och Salomon Henschen, bror till Maria Henschen. Skolan fick statsunderstöd från 1877.     
År 1883 inlemmades flickskolan Nisbethska skolan (Uppsala), Uppsalas då äldsta flickskola, som grundats 1849, och 1889 flickskolan Krookska skolan, som ersatt Klosterskolan (Uppsala). Krookska skolans föreståndare Krook och Uppström blev då även anställda som lärare. Skolan innefattade med tiden också en småskola för pojkar och ett seminarium för kvinnliga lärare. Skolan upphörde att vara privatägd år 1902, då den blev en del av stiftelsen Magdeburg: efter detta kallades skolan ofta för Magdeburg. 
1889 flyttade skolan till en nyuppförd byggnad vid Västra Strandgatan, ritad av stadsarkitekt Carl Axel Ekholm. I byggnaden finns sedan hösten 2020 Ellen Fries gymnasium.
Skolan hade 1913 314 elever. Skolan blev i likhet med övriga svenska flickskolor kommunaliserad efter 1928. Den avvecklades 1968. 
Skolan representerar mönstret för en typisk svensk flickskola under utvecklingen av kvinnors utbildning i Sverige: grundad av en privatperson, efter 1874 driven som en motsvarighet till det gymnasium, som då endast var öppet för pojkar, på vägen till universitet; kommunialiserad efter 1928, och avvecklad på 1960-talet. 
Skolan hade studentexamensrätt från 1928 och till 1968.
Föreståndare
1. 1865–1878: Maria Henschen
2. 1878–1888: Maria Alexandersson
3. 1888: Adele Huss Sandahl